# Ponsampère
Ponsampère (gaskognisch: Ponsan Pera) ist eine französische Gemeinde mit 97 Einwohnern (Stand 1. Januar 2022) im Département Gers in der Region Okzitanien (bis 2015 Midi-Pyrénées); sie gehört zum Arrondissement Mirande und zum Gemeindeverband Astarac Arros en Gascogne. Die Bewohner nennen sich Ponsannais/Ponsannaises.

## Geografie
Ponsampère liegt rund sieben Kilometer südsüdwestlich von Mirande und 27 Kilometer südwestlich von Auch im Süden des Départements Gers. Die Gemeinde besteht aus Weilern, zahlreichen Streusiedlungen und Einzelgehöften.
Nachbargemeinden sind Berdoues im Norden, Osten und Südosten, Saint-Michel im Süden, Bazugues im Südwesten und Westen sowie Saint-Maur im Nordwesten.

## Geschichte
Die Gemeinde besteht in der heutigen Form erst seit 1822. Damals vereinigte sich die Gemeinde La Fitte-Loupière (1821: 103 Einwohner) mit der Gemeinde Ponsampère (1821: 240 Einwohner) zur heutigen Gemeinde. Im Mittelalter lag La Fitte-Loupière in der Herrschaft Mirande und Ponsampère in der Vogtei Moncassin innerhalb der Grafschaft Astarac in der historischen Landschaft Gascogne und teilten deren Schicksal. La Fitte-Loupière und Ponsampère gehörten von 1793 bis 1801 zum District Mirande. Seit 1801 sind La Fitte-Loupière und Ponsampère dem Arrondissement Mirande zugeteilt und gehörten von 1793 bis 2015 zum Wahlkreis (Kanton) Mirande. Von 1972 bis 1993 war Ponsampère Teil der Gemeinde Berdoues.

### Bevölkerungsentwicklung
| Jahr                       | 1962 | 1968 | 1975 | 1982 | 1990 | 1999 | 2006 | 2014 | 2020 |
| Einwohner                  | 142  | 109  | -    | -    | -    | 118  | 116  | 132  | 104  |
| Quellen: Cassini und INSEE |      |      |      |      |      |      |      |      |      |

## Sehenswürdigkeiten
- Kirche Saint-Pierre in Ponsampère
- Kirche Notre-Dame-des-Neiges in Laffitte
- Marienstatue
- sieben Wegkreuze
- Denkmal für die Gefallenen[3]

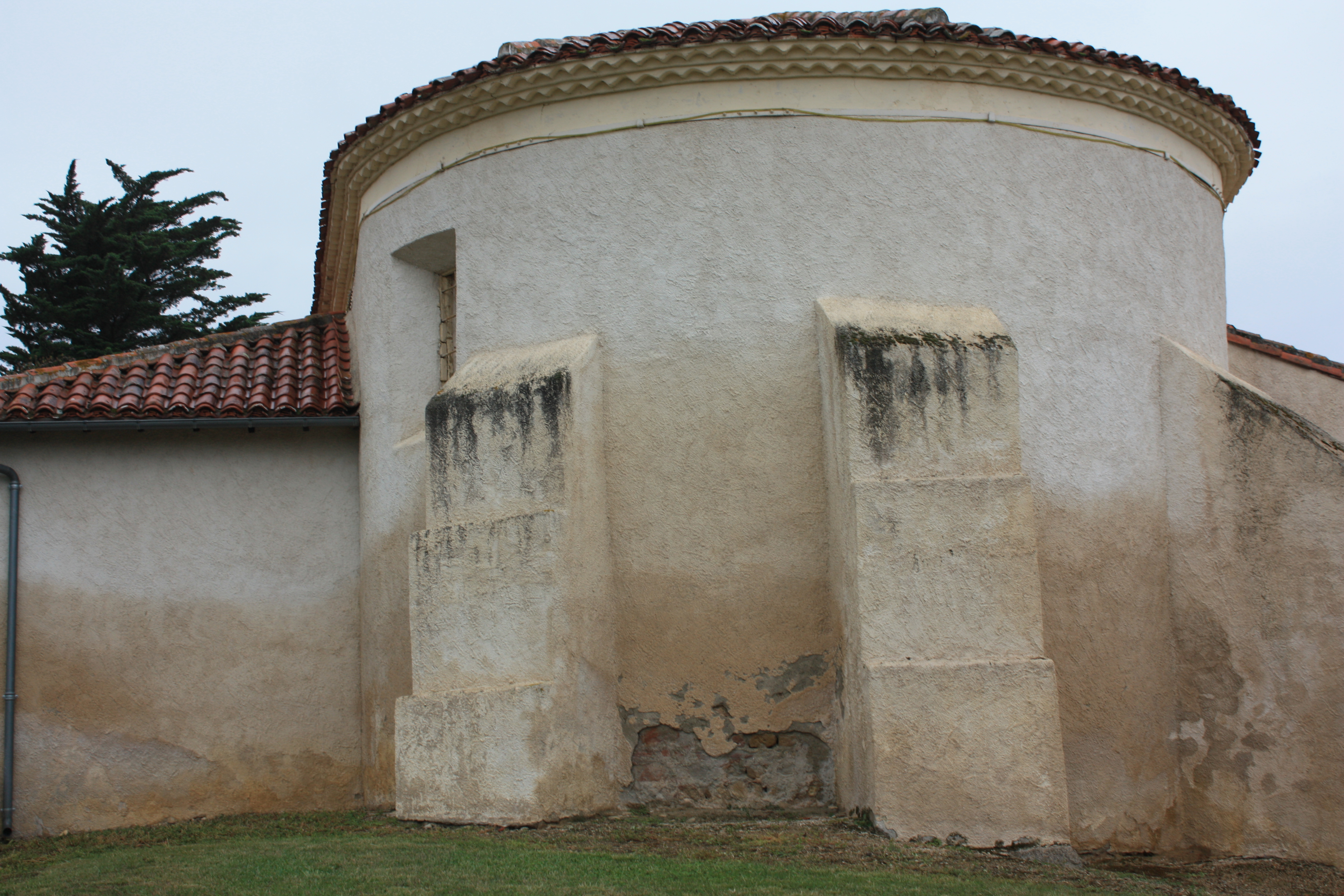
Apsis der Kirche Saint-Pierre
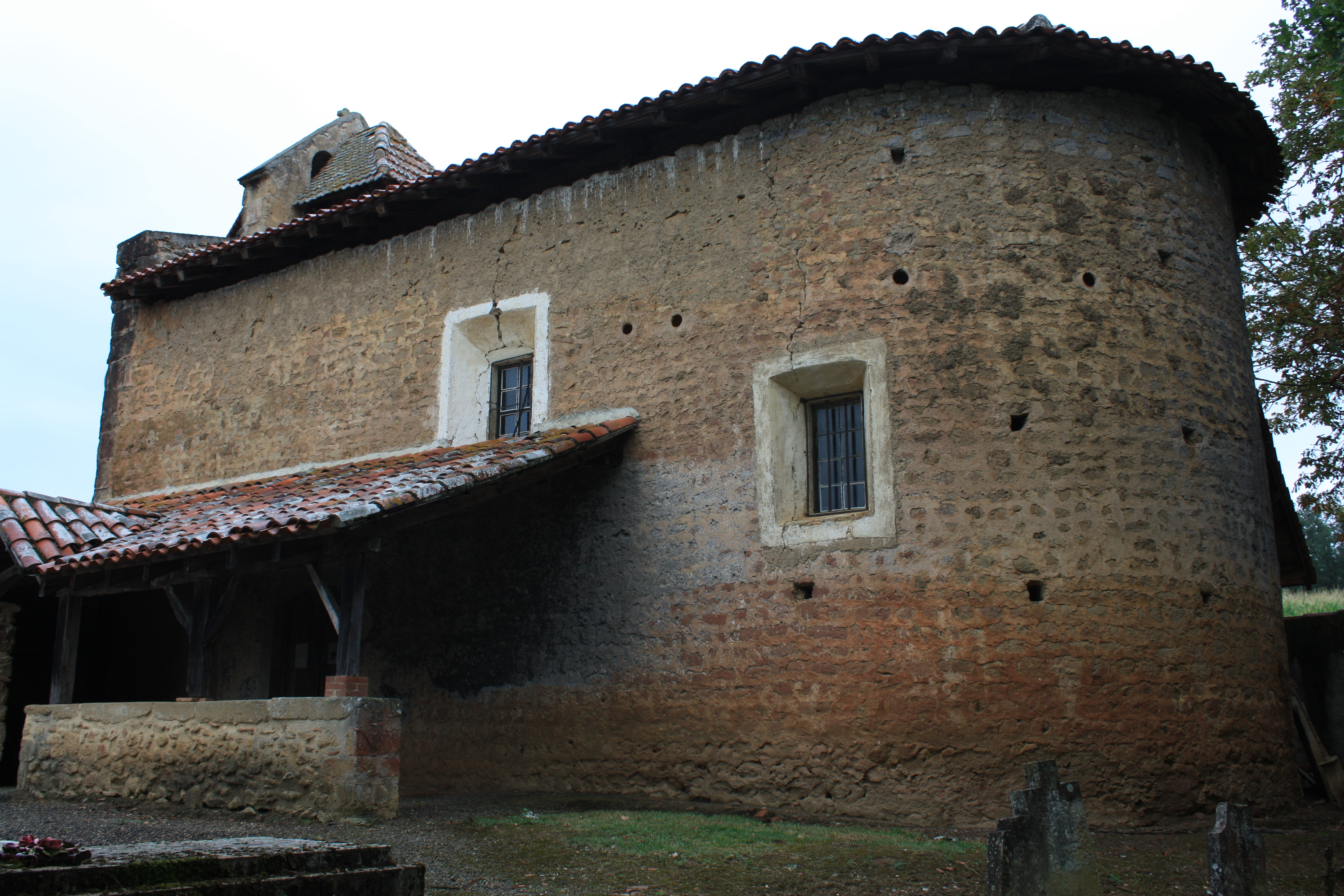
Kirche Notre-Dame-des-Neiges in Laffitte

## Verkehr
Die wichtigste regionale Verbindung ist die D279.